# Calstone Wellington
Calstone Wellington – wieś w Anglii, w hrabstwie Wiltshire. Leży 40 km na północ od miasta Salisbury i 128 km na zachód od Londynu.